# Wojskowe Zakłady Łączności Nr 1
Wojskowe Zakłady Łączności Nr 1 S.A. – polski zakład produkujący mobilne systemy łączności naziemnej i satelitarnej, dla sektora wojskowego, rządowego i prywatnego. Firma w składzie Polskiej Grupy Zbrojeniowej, siedziba znajduje się w Zegrzu Południowym. 

## Historia
Historia zakładu rozpoczęła się w 1955 roku, kiedy na podstawie zarządzenia Sztabu Generalnego WP zostały powołane 63. Centralne Warsztaty Naukowo Badawcze i Remontu Sprzętu Łączności. Zasadniczym przedmiotem działalności była produkcja aparatowni łączności i urządzeń pomocniczych oraz świadczenie usług remontowych na rzecz wojska. W 1960 zakład uruchomił remonty radiostacji R-118, które w okresie kilku lat były podstawowym asortymentem w zakładzie. W latach 1961-1962 wyprodukowano na bazie transportera opancerzonego SKOT ponad 100 wozów dowodzenia WD-1 i WD-2. 
1 stycznia 1982 roku przyjął nazwę; Wojskowe Zakłady Łączności Nr 1.
W 1995 po wygraniu przetargu ogłoszonego przez Telekomunikację Polską S.A. biuro konstrukcyjne zakładu opracowało dokumentację na Mobilne Cyfrowe Linie Radiowe i w zakładzie wykonano 30 kompletów urządzeń. W latach 1997 – 1998 zostały wyprodukowane pierwsze aparatownie łączności cyfrowej.
Z dniem 1 stycznia 2008 Wojskowe Zakłady Łączności Nr 1 zostały przekształcone w Spółkę Akcyjną.

## Przykładowa produkcja
- Terminale satelitarne w różnych wersjach na potrzeby Sił Zbrojnych RP,
- Mobilne Moduły Stanowisk Dowodzenia,
- Punkty Wymiany Poczty Polowej,
- Aparatownie Zarządzania Systemem Łączności,
- Polowe Kancelarie Kryptograficzne,
- Ruchome Kancelarie Tajne,
- Mobilne Cyfrowe Linie Radiowe,
- Ruchomy Węzeł Łączności Cyfrowej RWŁC-10/T[3].

Ruchomy Węzeł Łączności Cyfrowej jest zasadniczym elementem budowy systemu łączności radiowo-przewodowej Sił Zbrojnych RP, na wszystkich szczeblach dowodzenia. Umożliwia współpracę ze stacjonarnymi i polowymi systemami łączności, oraz systemami telekomunikacji publicznej. Był wykorzystywany w czasie polskich misji wojskowych w Iraku i Afganistanie, oraz w ćwiczeniach krajowych i zagranicznych potwierdzając przydatność w realizacji zadań wsparcia dowodzenia zgodnie ze standardami NATO.
Firma świadczy usługi w zakresie: modernizacji i modyfikacji systemów łączności, satelitarnych usług telekomunikacyjnych, szkoleń i serwisu technicznego, wsparcia technicznego, a także serwisu pogwarancyjnego swoich wyrobów. Uczestniczy w programach obronnych Wisła i Narew.

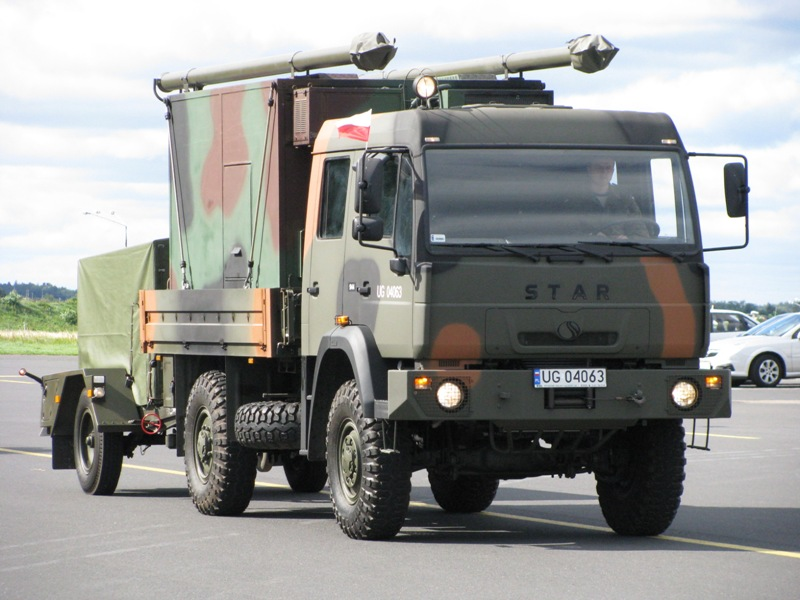
Ruchomy Węzeł Łączności Cyfrowej RWŁC-10/T
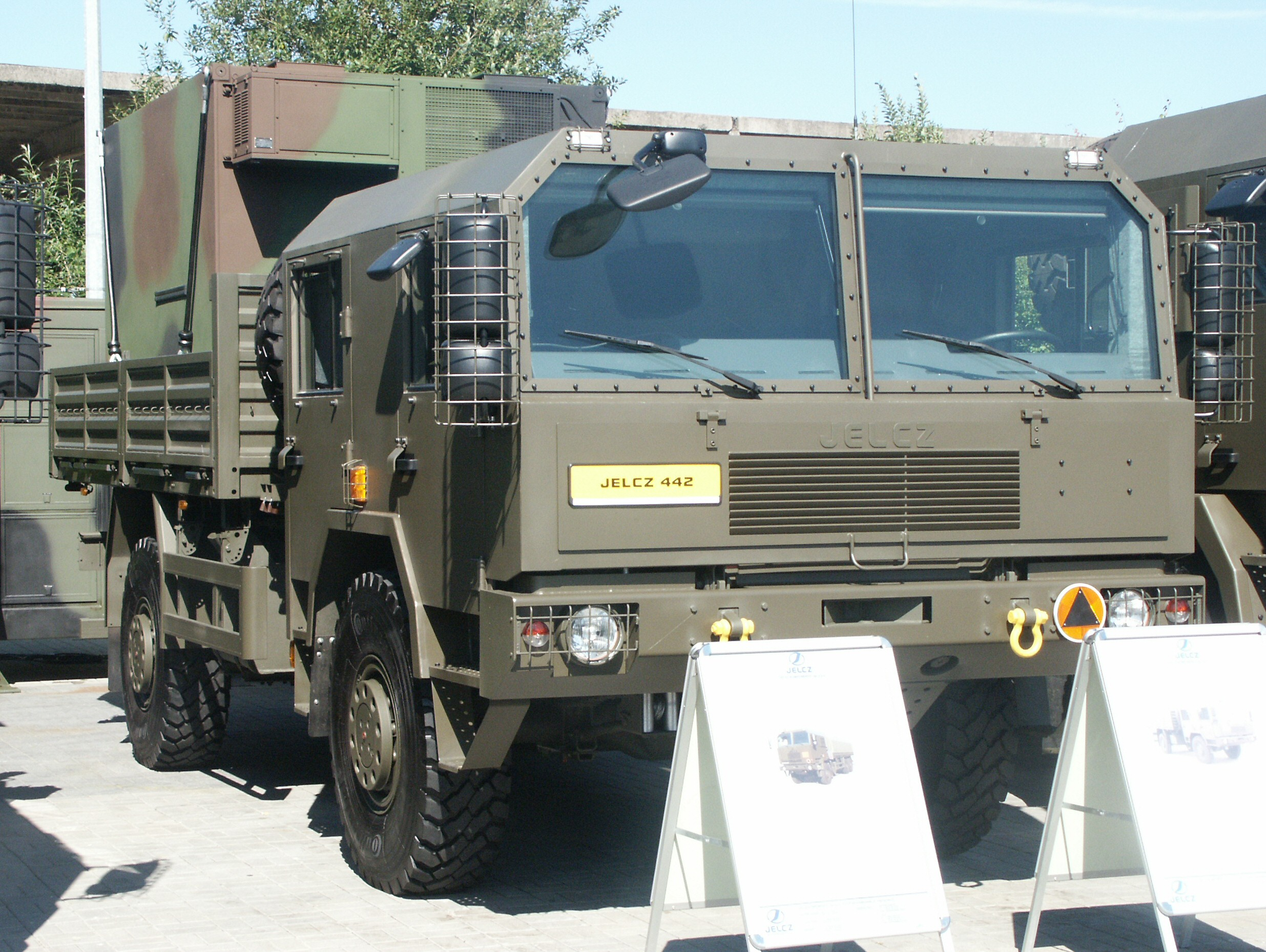
Polowa stacja kryptograficzna
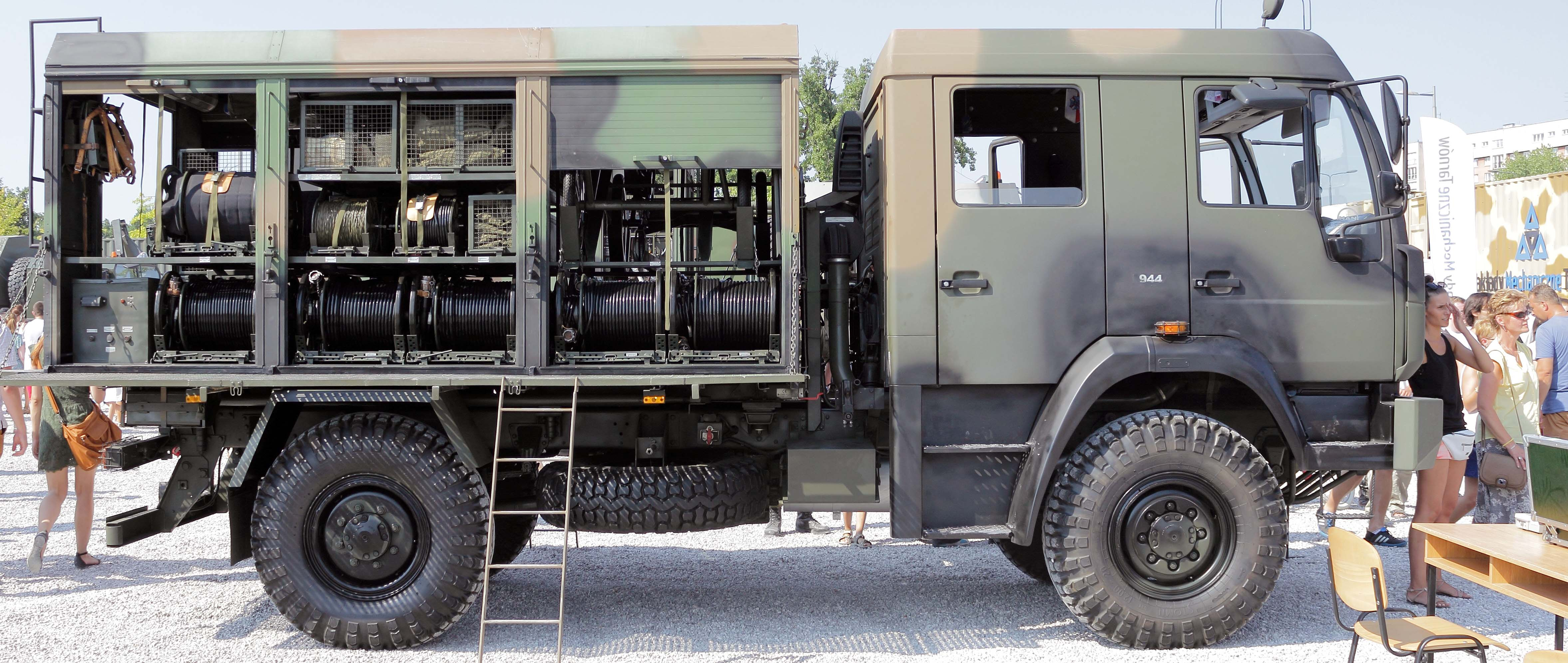
Węzłowy wóz kablowy

## Certyfikaty
Firma posiada wymagane prawem zezwolenia i koncesje niezbędne do prowadzenia działalności na rynku wojskowym oraz  certyfikaty systemów zarządzania jakością ISO i AQAP.